# Jan Steen

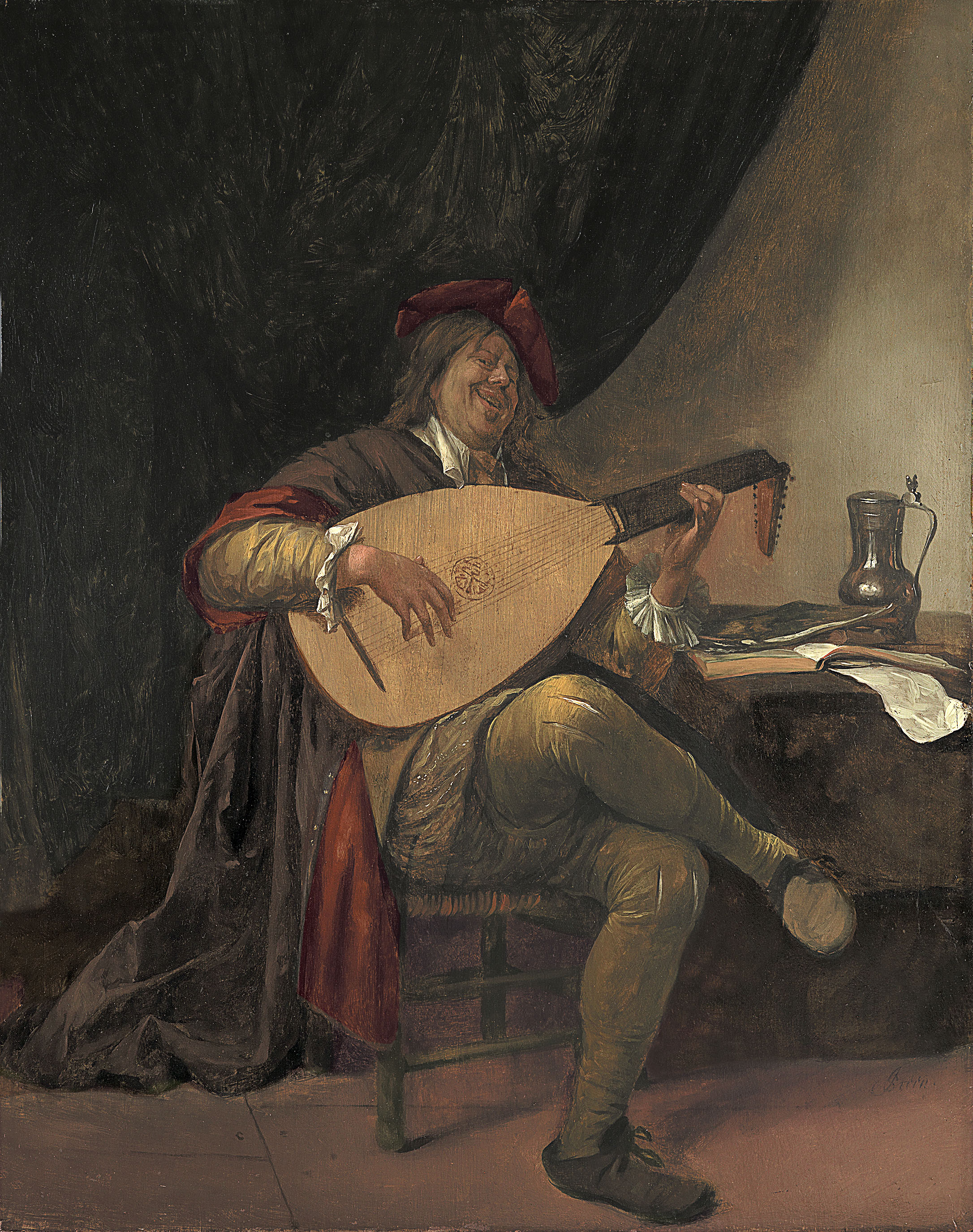
Jan Havickszoon Steen, autoportrét z let 1660–1663

Jan Havickszoon Steen (1626?, Leiden – pohřben 3. února 1679) byl nizozemský malíř.

## Život
Narodil se v Leidenu, kde jeho katolická rodina vedla už po generace hostinec. Chodil do katolické školy, do které nejspíše chodil také Rembrandt van Rijn. Steen byl přijat do učení Nicolase Knupfera (1603–1660), německého malíře historických a figurálních obrazů z Utrechtu. Vliv Knupfera se dá u Steena nalézt ve stylu umístění předmětů a použití barev. Další pramen inspirace nalezl v dílech Adriaena van Ostade z Haarlemu, malíře vesnických scén.
V roce 1648 Jan Steen vstoupil do malířského Spolku Sv. Lukase v Leidenu, brzy na to se stal asistentem proslulého malíře Jana van Goyena (1596–1656) a bydlel s ním. Steen si vzal Goyenovu dceru Margriet, se kterou měl osm dětí. V Haarlemu žil od roku 1660 až do roku 1670, v této době byl velmi produktivní. Po smrti své ženy v roce 1669 a otce v roce 1670 se vrátil zpět do Leidenu, kde strávil zbytek života. V dubnu 1673 se znovu oženil s Marií van Egmont, která mu dala další děti. V roce 1674 se stal prezidentem Spolku sv. Lukase. Zemřel v 1679 a byl pohřben v rodinné hrobce v Pieterskerku.

## Dílo
Hlavním tématem Steenových prací byl každodenní život, mnoho žánrových scén, které jsou plny zmatku a veselosti. Pojem Steenova domácnost se stal označením pro chaotickou, marnivou domácnost; zdá se však, že veselé scény byly chápány spíše ironicky a kriticky. Velké množství Steenových obrazů se odvolává na stará nizozemská přísloví a literaturu. Často použil členy své rodiny jako modely svých maleb.
Steen se nebál různých stylů a témat: maloval obrazy s historickými, mytologickými a náboženskými náměty a také portréty, obrazy přírody a obyčejné scény ze života. Steen namaloval za svůj život na 800 obrazů. Jeho práce je dnes velmi ceněna.
Neměl žádného studenta, naopak jeho práce vykazuje známky inspirace od mnoha jiných malířů.